# Салеми
Салѐми (на италиански и на сицилиански Salemi; на латински: Helicyae) е малък град и община в южна Италия, провинция Трапани, автономен регион и остров Сицилия. Разположен е на 446 m надморска височина. Населението на града е 10 971 души (към 2011 г.).